# François-Xavier Hamelin
Pour les articles homonymes, voir Hamelin.

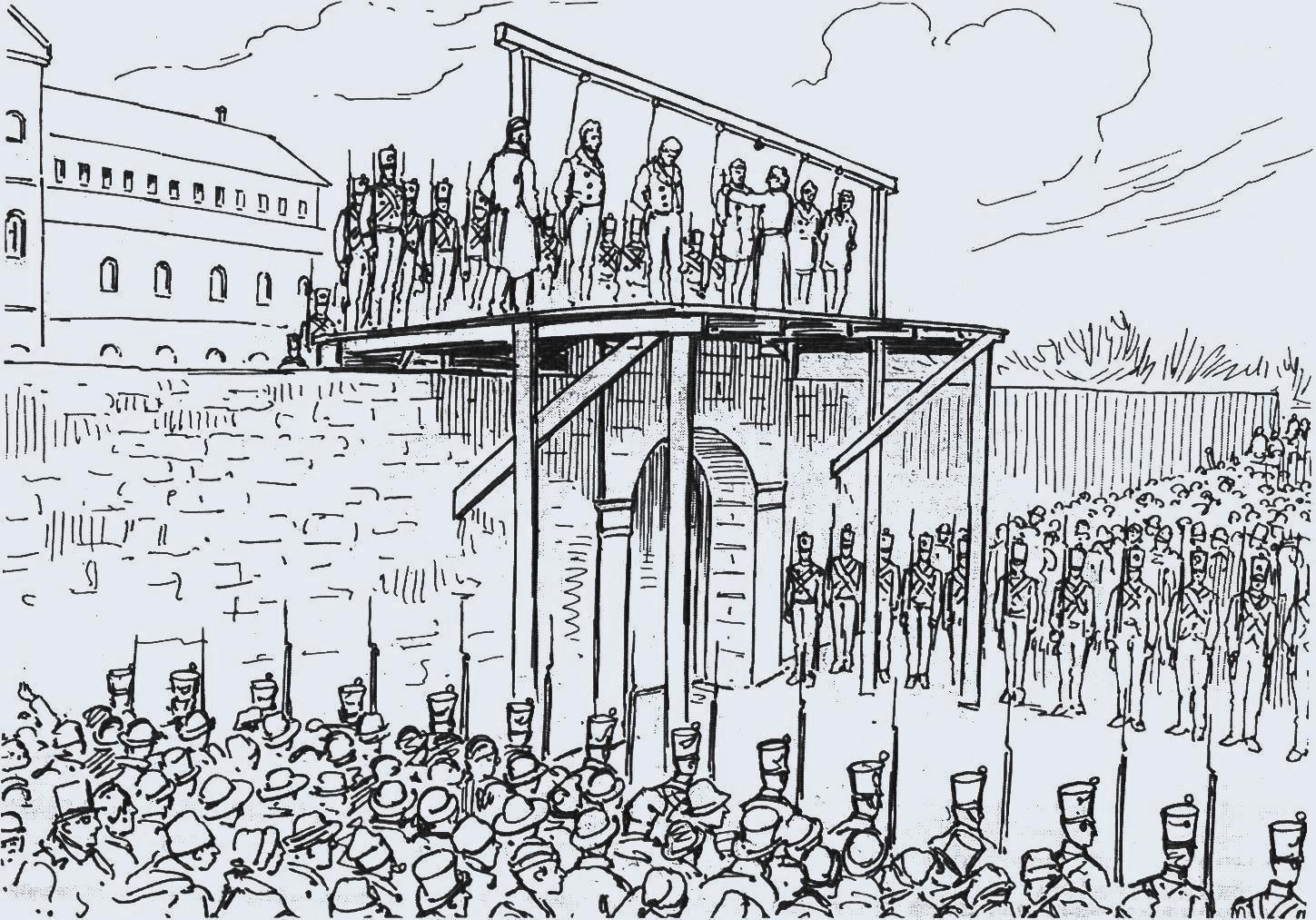
Pendaison des patriotes, Montreal 1839, Lieutenant Hamelin est l'un parmi eux

François-Xavier Hamelin, né le 3 juillet 1817 à Saint-Philippe et mort exécuté le 18 janvier 1839 à Montréal, est un patriote franco-canadien.

## Biographie

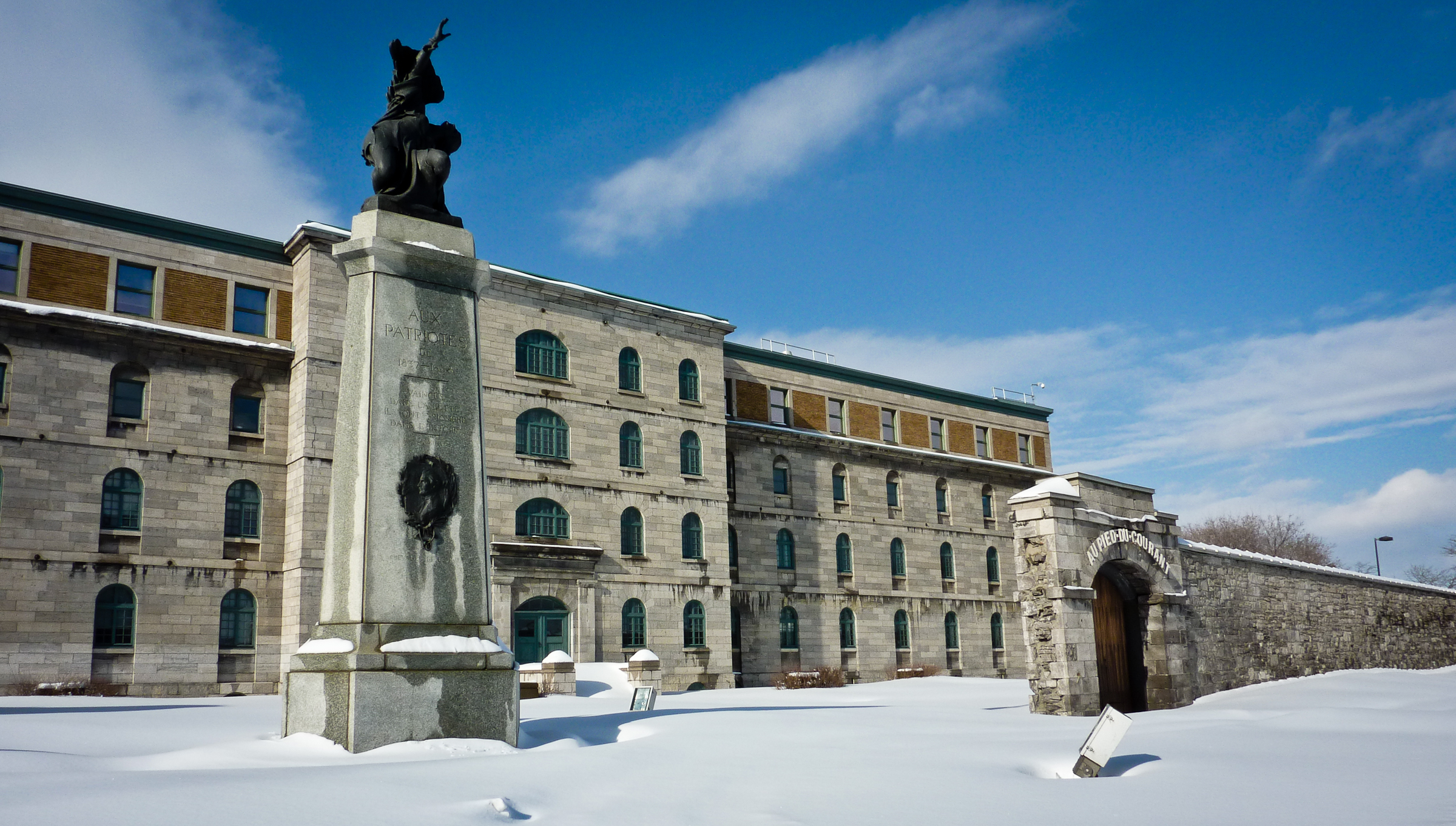
Monument des Patriotes, nommant François-Xavier Hamelin, devant la Prison du Pied-du-Courant dans Ville-Marie, sur l'Avenue de Lorimier

François-Xavier Hamelin était le fils de René Hamelin et Marie-Louise Vachereau, de la famille des seigneurs des Grondines, qui ont quitté leur seigneurie vers la fin des années 1790 à la suite de la Guerre de la Conquête.
Sa grand-mère était Marie-Thérèse Riel, dit l'Irlande, cousine germaine de Louis Riel, fondateur du Manitoba,.
François-Xavier était un cultivateur de Saint-Philippe, à l'époque un territoire de la Seigneurie de La Prairie-de-la-Magdeleine, et comprenait les territoires de Candiac, Saint-Mathieu et Saint-Philippe-de-la-Prairie.
Surnommé le Petit Hamelin, il est l'une des personnalités importantes de la Rébellion des Patriotes de 1837-1838 comme lieutenant de la compagnie du capitaine Joseph Robert.
Capturé, il est condamné à mort le 10 janvier 1839 pour avoir pris part à l'attaque de la maison Walker, le 3 novembre 1838, attaque durant laquelle Aaron Walker est tué par une balle perdue. Bien que sa famille était des Loyalistes, il fut tout de même jugé coupable.
Il est pendu à la prison du Pied-du-Courant à Montréal, le 18 janvier 1839, avec Pierre-Théophile Decoigne, Joseph-Jacques Robert, Ambroise Sanguinet et Charles Sanguinet.
Le patriote François Chevalier de Lorimier, membre de la noblesse canadienne-française, sera pendu durant la prochaine séance d'exécutions, et donnera son nom à l'Avenue de Lorimier, lieu du monument des patriotes devant la Prison du Pied-du-Courant.
Le nom de François-Xavier Hamelin y est inscrit, et le monument se situe près du Pont Jacques-Cartier et de la Brasserie Molson aux limites du Vieux-Montréal.
Jules Verne le mentionne dans le chapitre XIV de la deuxième partie de son roman Famille-Sans-Nom.

## Hommage
- Une avenue de Montréal est nommée en son honneur en 1922.